# Microgram
Trong hệ mét, một microgram (µg; ở Hoa Kỳ khuyến nghị khi truyền đạt thông tin y tế dùng: mcg) là một đơn vị khối lượng bằng một phần triệu (1×10−6) của một gram, hoặc một phần nghìn (1×10−3) của một miligram. Ký hiệu đơn vị là µg theo Hệ đo lường quốc tế. Trong µg, ký hiệu tiền tố cho micro- là chữ cái Hy Lạp µ (Mu).
Vì trong bảng chữ cái Hy Lạp thường, chữ "μ" (Mu) trong ký hiệu microgram không có, nó đôi khi - mặc dù không chính xác - được thay thế bởi chữ cái Latin thường "u".
Viện an toàn dược phẩm Hoa Kỳ (ISMP) và Cục quản lý Thực phẩm và Dược phẩm Hoa Kỳ (FDA) đã khuyến cáo không nên sử dụng ký hiệu µg khi truyền đạt thông tin y tế do nguy cơ có thể đọc nhầm tiền tố µ (micro-) thành tiền tố m (milli-), hậu quả là gây ra quá liều gấp ngàn lần. Ký hiệu phi SI mcg được đề nghị sử dụng thay thế.
Tuy nhiên, chữ viết tắt mcg lại là ký hiệu của đơn vị đo lường lỗi thời CGS là millicentigram, tức là bằng 10 microgram.
Gamma (ký hiệu:γ) là một đơn vị phi SI của khối lượng bằng một microgram. Cách sử dụng ít thấy này bị phản đối.